# Maciano
Maciano (Macèn in dialetto locale) è una frazione del comune di Pennabilli, nel Montefeltro in provincia di Rimini, di circa 550 abitanti.
Distante circa 3 km dal capoluogo comunale, la frazione è formata da sette borgate: Monticello, Marinelli, Aia di Bartolo, Castello, Aia Marcucci, Pantaneto e Villa.

## Storia
Il territorio comprendeva i centri abitati di Sorbo (abbandonato in seguito ad una frana) e Maciano che, nel 1361, diventò una frazione di Pennabilli. Nel XIV secolo il castello fu residenza del vescovo Benedetto e nel 1410 era ancora possesso ecclesiastico. Passò, in seguito, ai Malatesta di Rimini e fu preso e distrutto da Federico da Montefeltro nel 1458.

## Monumenti e luoghi d'interesse

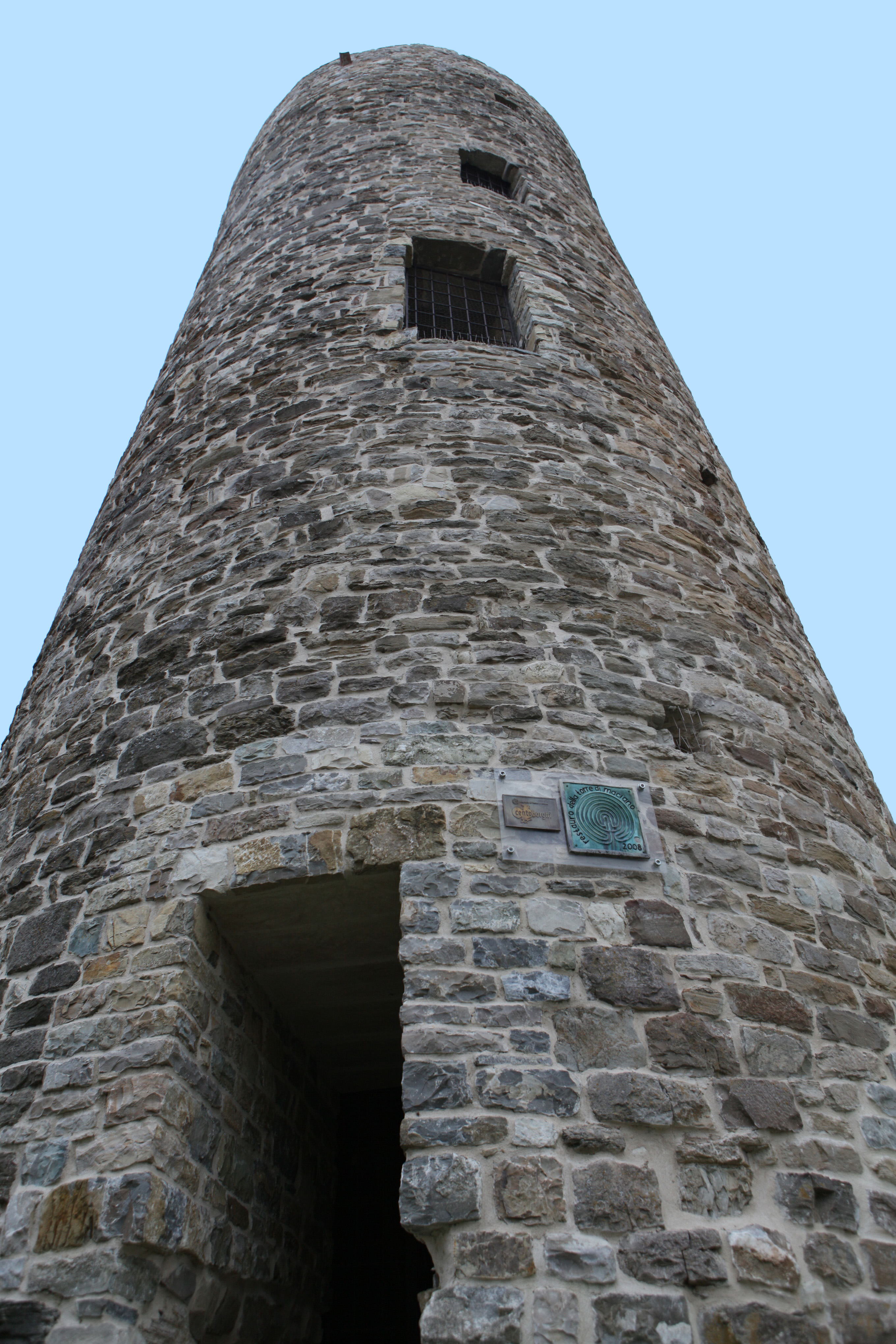
La Torre di Maciano.

- Torre di Maciano. Torre cilindrica trecentesca posta sulla collina che sovrasta il centro abitato, risale al XIV secolo e domina i ruderi dell'antica rocca sorta e rimaneggiata fra il XII e XVI secolo. Non risultano notizie storiche sul castello di Maciano prima della metà del XIV secolo. Alta 16,50 m è posta a 521 m s.l.m., ed è costruita con blocchi di pietra locale (alberese), posizionati senza seguire regolari criteri di progressione durante l'erezione. Dal 2005 è tornata di pubblica proprietà ed è stata ristrutturata interamente[3], tanto da essere fruibile anche internamente castello[4]
- Chiesa di Santa Maria dell'Oliva, eretta nel 1529 in seguito ad una presunta apparizione miracolosa della Madonna[5] che, seduta su un olivo e scortata da sant'Ubaldo, chiese ad una certa Ioanna a Sancto Leone, di edificare una chiesa proprio in quel luogo. I frati francescani, a partire dal 1553 costruirono a fianco della chiesa un grande convento, ricco di sale, celle e biblioteche. Il chiostro del convento conserva i resti di affreschi (1656-1659) raffiguranti la Vita di san Francesco, opera di Giovanni Bistolli[5]. Sia il convento che la Chiesa, sono stati oggetto di integrale intervento di ristrutturazione e sono stati riaperti al culto.
- Oratorio della Beata Vergine dei Marinelli. Conserva un affresco quattrocentesco effigiante la Madonna del latte, attribuito al cosiddetto Maestro di Sant'Arduino.
- Lago di Andreuccio, meta turistica per vacanzieri, campeggiatori e amanti della pesca sportiva[6].

## Società

### Religione
Territorialmente Maciano è parte della diocesi di San Marino-Montefeltro della Chiesa cattolica, vicarìa di Valmarecchia. Nel territorio esistono cinque chiese: la chiesa parrocchiale dei Santi Stefano e Marino, la chiesa di San Giuseppe - nella frazione Pantaneto -, l'oratorio della Beata Vergine Maria dei Marinelli e la chiesa della Madonna del Castello. È inoltre presente la chiesa di Santa Maria dell'Olivo, con il convento dei Frati Minori.